# 宮下雄治
宮下 雄治（みやした ゆうじ、1973年 - ）は、日本の経済学者。博士（経済学）（國學院大學・論文博士・2017年）。國學院大學経済学部教授。専門は、プロモーション効果分析・PB戦略・マーケティング戦略手段管理・中国経済。

## 略歴
神奈川県横浜市生まれ。株式会社電通に入社し飲料メーカーを中心としたプロモーション分野に携わる。2008年東京大学大学院総合文化研究科博士課程満期退学、（財）流通経済研究所、城西国際大学を経て、2013年から現職。

## 書籍
- フランチャイズ・システム講座書 経営戦略 伊藤達仁、宮下雄治（2007）
- 情報通信社会における企業経営〈上〉ストラテジ・マネジメント編 久保田正道、本田実、中田典規、 宮下雄治 (2013/3)
- 情報通信社会における企業経営〈下〉テクノロジ編 久保田正道、本田実、中田典規、 宮下雄治 (2013/3)
- 『米中先進事例に学ぶ マーケティングDX』すばる舎、2011年11月。ISBN 978-4799110379。